# RAMS
RAMS是可靠性、可用性、可維護性及安全性（reliability, availability, maintainability and safety）的簡稱，是描述產品或是系統的特徵。
- 可靠度（Reliability）：產品在規定的條件內，可以無差錯實現原來的任務。
- 可用性（availability）：產品在特定環境下維持正常機能運作的能力。
- 可維護性（Maintainability）：產品的維護（包括保養、檢視和檢查、修理或是修改）簡單，可以快速完成。
- 安全（Safety）：產品在其生命週期裡，不會對人或是環境造成傷害。